# R104 (Spaarnwoude)
De Recreatieve weg 104 (r104) bij Spaarndam is een korte weg die de Zijkanaal C Weg volgt. De weg begint bij de N202, sluit daar aan op de veerstoep van de pont Buitenhuizen, en loopt van daar langs Zijkanaal C en over een parallelweg aan de A9 naar de kruising met de Spaarndammerdijk. De weg is 4,3 km lang.
Nieuwvliet: R101 · R102 · R103 · R104 · R105

Ommen: R101 · R102 · R103 · R104 · R105

Schouwen: R101 · R102 · R103 · R104 · R105 · R106 · R107 · R108 · R109 · R110 · R111 · R112

Spaarnwoude: R101 · R102 · R103 · R104 · R105 · R106

Voorthuizen: R101

IJmuiden: R101 · R102 · R103